# Bergen (Holanda do Norte)
Bergen é um município dos Países Baixos, situado na província da Holanda do Norte. Tem 120,23 km² de área e sua população em 2020 foi estimada em 29.762 habitantes.